# Sirhan Sirhan
Sirhan Bishara Sirhan (àrab: سرحان بشارة سرحان, Sirḥān Bixāra Sirḥān) (Jerusalem, 19 de març de 1944) és un ciutadà jordà que fou condemnat a empresonament de per vida per haver matat al senador americà Robert F. Kennedy el 5 de juny de 1968. Va al·legar com a motiu la simpatia del senador pels israelians durant la guerra dels Sis Dies el 1967 i va dir que ho havia fet pel seu país. Tot i que han passat més de 50 anys (en tenia 22 quan va cometre l'assassinat) el sistema penitenciari americà no ha acceptat mai el seu alliberament condicional (al que opta des de 1982).